# Fienvillers
 Fienvillers  es una población y comuna francesa, en la región de Picardía, departamento de Somme, en el distrito de Amiens y cantón de Bernaville.

## Demografía
| 547 | 534 | 553 | 558 | 523 | 548 |
| Para los censos de 1962 a 1999 la población legal corresponde a la población sin duplicidades (Fuente: INSEE [Consultar]) |     |     |     |     |     |